# فيلي وايتهيد
فيلي وايتهيد (بالإنجليزية: Willie Whitehead)‏ هو لاعب كرة قدم أمريكية أمريكي، ولد في 26 يناير 1973 في توسكيجي في الولايات المتحدة.